# Ratoma
Ratoma è un comune (in francese sous-préfecture) della Guinea; di fatto costituisce uno dei quartieri della capitale Conakry, con autonomia a livello di sottoprefettura.